# Leśny ludek
Leśny ludek (ang. The Woodland Folk) – seria książek dla dzieci, napisana i zilustrowana przez włoskiego pisarza Antonio Lupatelliego, tworzącego pod pseudonimem Tony Wolf.
Książki były wydawane w latach 1983–1984. Pierwsze polskie tłumaczenia zostały opublikowane w 1991 r. nakładem Polskiej Oficyny Wydawniczej BGW.

## Książki należące do serii
Źródła
| Lp. | Tytuł oryginalny                   | Data wydania oryginalnego | Polskie tłumaczenie    | Tłumaczka wydania polskiego | Data pierwszego wydania polskiego |
| --- | ---------------------------------- | ------------------------- | ---------------------- | --------------------------- | --------------------------------- |
| 1   | Meet the Woodland Folk             | 1983                      | Leśny ludek            | Małgorzata Samborska        | 1991                              |
| 2   | The Woodland Folk Meet the Gnomes  | 1983                      | Leśny ludek i skrzaty  | Małgorzata Samborska        | 1991                              |
| 3   | The Woodland Folk Meet the Giants  | 1983                      | Leśny ludek i olbrzymy | Margerita Witkowska         | 1991                              |
| 4   | The Woodland Folk Meet the Fairies | 1984                      | Leśny ludek i wróżki   | Margerita Witkowska         | 1991                              |
| 5   | The Woodland Folk Meet the Elves   | 1984                      | Leśny ludek i elfy     | Jadwiga Smolińska           | 1991                              |
| 6   | The Woodland Folk Meet the Dragons | 1984                      | Leśny ludek i smoki    | Jadwiga Smolińska           | 1991                              |

## Adaptacje
Na motywach przygód leśnego ludku powstało anime Przygody Bosco z 1986.